# Griesbuckellandschaft Demmingen
Die Griesbuckellandschaft Demmingen ist ein vom Regierungspräsidium Stuttgart am 29. Mai 1995 durch Verordnung ausgewiesenes Naturschutzgebiet auf dem Gebiet der Gemeinde Dischingen im Landkreis Heidenheim im äußersten Osten Baden-Württembergs.

## Lage und Beschreibung
Das 24,3 Hektar große Naturschutzgebiet besteht aus zehn Teilgebieten, die westlich des Dischinger Ortsteils Demmingen liegen. Es gehört zum Naturraum Ries-Alb. 
Es handelt sich um mehrere durch den Meteoriteneinschlag im Nördlinger Ries entstandene Erhebungen. Die südlichen Griesbuckel sind bewaldet, die nördlichen überwiegend mit Magerrasen bedeckt.

## Schutzzweck
Wesentlicher Schutzzweck ist gemäß Schutzgebietsverordnung „die Erhaltung und Sicherung einer ausgeprägten, teils wald- und teils steppenheidebedeckten Griesbuckellandschaft wegen ihrer besonderen Eigenart; die Erhaltung und Sicherung der ökologisch wertvollen Lebensräume seltener Pflanzen- und Tierarten, darunter gefährdete Arten der Roten Liste wie zum Beispiel Mondraute und Küchenschelle [sowie] die Erhaltung des typischen Landschaftsbildes.“.